# Kono Light Novel ga Sugoi!
Kono Light Novel ga Sugoi! (このライトノベルがすごい! Kono Raito Noberu ga Sugoi!, Cuốn Light Novel này thật tuyệt!) là một cuốn sách hướng dẫn về light novel được xuất bản hằng năm bởi Takarajimasha. Cuốn sách này công bố một danh sách gồm mười light novel và nhân vật được mọi người ưa chuộng nhất dựa theo khảo sát của những độc giả trên Internet. Giới thiệu những tác phẩm trong mỗi danh sách, kèm theo đó là bài phỏng vấn về một hoặc nhiều tác giả của những bộ light novel ở vị trí dẫn đầu. Nhiều light novel trong danh sách này đã được chuyển thể thành anime sau đó. Những bộ light novel có mặt trong danh sách thường là những bộ dài tập, nhưng cũng có một số bộ chỉ có duy nhất một tập. Ấn bản đầu tiên của cuốn sách được phát hành vào ngày 26 tháng 11 năm 2004 và đã đưa ra bảng xếp hạng của năm 2005. Phiên bản mới nhất là ấn bản thứ mười bảy được phát hành vào ngày 24 tháng 11 năm 2020 và đã đưa ra bảng xếp hạng của năm 2021.
Trong số 17 lần phát hành của Kono Light Novel ga Sugoi, Cấm thư ma thuật Index đã 10 lần xuất hiện ở top 10, trong khi Sword Art Online xuất hiện 9 lần, Lũ ngốc, bài thi và linh thú triệu hồi xuất hiện 6 lần, và Suzumiya Haruhi cùng với Cô gái văn chương xuất hiện 5 lần. Cấm thư ma thuật Index và Sword Art Online là hai bộ liên tục giữ vị trí top 10 lâu nhất, trong suốt 9 năm liền. Chuyện tình thanh xuân bi hài của tôi quả nhiên là sai lầm đã giữ vị trí top 1 trong 3 năm liên tiếp, nhiều hơn tất cả những bộ khác.

## Bảng xếp hạng Top 10 Light Novel

### 2005–2009
| Hạng | Tên                                    | Tác Giả              | Minh Hoạ          | Nhà Xuất Bản           |
| 2005 | 2005                                   | 2005                 | 2005              | 2005                   |
| ---- | -------------------------------------- | -------------------- | ----------------- | ---------------------- |
| 01   | Suzumiya Haruhi                        | Tanigawa Nagaru      | Ito Noizi         | Kadokawa Sneaker Bunko |
| 02   | Zaregoto series                        | Nisio Isin           | Take              | Kodansha Novels        |
| 03   | Akuma no Mikata                        | Ueo Hisamitsu        | Fujita Kaori      | Dengeki Bunko          |
| 04   | Ryūketsu Megamiden                     | Suga Shinobu         | Funato Akari      | Cobalt Bunko           |
| 05   | Baccano!                               | Narita Ryogo         | Enami Katsumi     | Dengeki Bunko          |
| 06   | Nana Hime Monogatari                   | Takano Wataru        | Otani Osamu       | Dengeki Bunko          |
| 07   | Sora no Kane no Hibiku Hoshi de        | Watase Soichiro      | Iwasaki Minako    | Dengeki Bunko          |
| 08   | Allison                                | Sigsawa Keiichi      | Kuroboshi Kouhaku | Dengeki Bunko          |
| 09   | Bludgeoning Angel Dokuro-Chan          | Okayu Masaki         | Torishimo         | Dengeki Bunko          |
| 10   | Chaos Legion                           | Ubukata Tou          | Yuiga Satoru      | Fujimi Fantasia Bunko  |
| 2006 |                                        |                      |                   |                        |
| 01   | Zaregoto series                        | Nisio Isin           | Take              | Kodansha Novels        |
| 02   | Kino du ký                             | Sigsawa Keiichi      | Kuroboshi Kouhaku | Dengeki Bunko          |
| 03   | Satōgashi no Dangan wa Uchinukenai     | Sakuraba Kazuki      | Mū                | Fujimi Mystery Bunko   |
| 04   | Sora no Kane no Hibiku Hoshi de        | Watase Soichiro      | Iwasaki Minako    | Dengeki Bunko          |
| 05   | Owari no Chronicle (Ahead series)      | Kawakami Minoru      | Satoyasu          | Dengeki Bunko          |
| 06   | Suzumiya Haruhi                        | Tanigawa Nagaru      | Ito Noizi         | Kadokawa Sneaker Bunko |
| 07   | Watashitachi no Tamura-kun             | Takemiya Yuyuko      | Yasu              | Dengeki Bunko          |
| 08   | Saredo Sainin wa Ryū to Odoru          | Asai Rabo            | Kyūjyō            | Kadokawa Sneaker Bunko |
| 08   | All You Need Is Kill                   | Sakurazaka Hiroshi   | Abe Yoshitoshi    | Super Dash Bunko       |
| 10   | Hanbun no Tsuki ga Noboru Sora         | Hashimoto Tsumugu    | Yamamoto Keiji    | Dengeki Bunko          |
| 2007 |                                        |                      |                   |                        |
| 01   | Sói và Gia vị                          | Hasekura Isuna       | Ayakura Jū        | Dengeki Bunko          |
| 02   | Suzumiya Haruhi                        | Tanigawa Nagaru      | Ito Noizi         | Kadokawa Sneaker Bunko |
| 03   | Zaregoto series                        | Nisio Isin           | Take              | Kodansha Novels        |
| 04   | Hanbun no Tsuki ga Noboru Sora         | Hashimoto Tsumugu    | Yamamoto Keiji    | Dengeki Bunko          |
| 05   | Kino du ký                             | Sigsawa Keiichi      | Kuroboshi Kouhaku | Dengeki Bunko          |
| 06   | Toradora!                              | Takemiya Yuyuko      | Yasu              | Dengeki Bunko          |
| 07   | Owari no Chronicle (Ahead series)      | Kawakami Minoru      | Satoyasu          | Dengeki Bunko          |
| 08   | Cô gái văn chương                      | Nomura Mizuki        | Takeoka Miho      | Famitsu Bunko          |
| 09   | Sora no Kane no Hibiku Hoshi de        | Watase Soichiro      | Iwasaki Minako    | Dengeki Bunko          |
| 10   | Aruhi, Bakudan ga Ochitekite           | Furuhashi Hideyuki   | Higa Yukari       | Dengeki Bunko          |
| 2008 |                                        |                      |                   |                        |
| 01   | Full Metal Panic!                      | Gato Shoji           | Shikidouji        | Fujimi Fantasia Bunko  |
| 02   | Suzumiya Haruhi                        | Tanigawa Nagaru      | Ito Noizi         | Kadokawa Sneaker Bunko |
| 03   | Cô gái văn chương                      | Nomura Mizuki        | Takeoka Miho      | Famitsu Bunko          |
| 04   | Toradora!                              | Takemiya Yuyuko      | Yasu              | Dengeki Bunko          |
| 05   | Sói và Gia vị                          | Hasekura Isuna       | Ayakura Jū        | Dengeki Bunko          |
| 06   | Kino du ký                             | Sigsawa Keiichi      | Kuroboshi Kouhaku | Dengeki Bunko          |
| 07   | Mimizuku và Vua Bóng đêm               | Kogyoku Izuki        | Isono Hiroo       | Dengeki Bunko          |
| 08   | Lũ ngốc, bài thi và linh thú triệu hồi | Inoue Kenji          | Haga Yui          | Famitsu Bunko          |
| 09   | Tasogareiro no Uta Tsukai series       | Sazane Kei           | Takeoka Miho      | Fujimi Fantasia Bunko  |
| 10   | Shakugan no Shana                      | Takahashi Yashichiro | Ito Noizi         | Dengeki Bunko          |
| 2009 |                                        |                      |                   |                        |
| 01   | Cô gái văn chương                      | Nomura Mizuki        | Takeoka Miho      | Famitsu Bunko          |
| 02   | Toradora!                              | Takemiya Yuyuko      | Yasu              | Dengeki Bunko          |
| 03   | Lũ ngốc, bài thi và linh thú triệu hồi | Inoue Kenji          | Haga Yui          | Famitsu Bunko          |
| 04   | Cấm thư ma thuật Index                 | Kazuma Kamachi       | Haimura Kiyotaka  | Dengeki Bunko          |
| 05   | Sói và Gia vị                          | Hasekura Isuna       | Ayakura Jū        | Dengeki Bunko          |
| 06   | Bakemonogatari series                  | Nisio Isin           | Vofan             | Kodansha Box           |
| 07   | Seitokai no Ichizon                    | Aoi Sekina           | Inugami Kira      | Fujimi Fantasia Bunko  |
| 08   | Full Metal Panic!                      | Gato Shoji           | Shikidouji        | Fujimi Fantasia Bunko  |
| 09   | Usotsuki Mii-kun to Kowareta Maa-chan  | Iruma Hitoma         | Hidari            | Dengeki Bunko          |
| 10   | Toaru Hikūshi e no Tsuioku             | Inumura Koroku       | Morisawa Haruyuki | Gagaga Bunko           |

### 2010–2014
| Hạng | Tên Light Novel                                                   | Tác Giả           | Minh Hoạ          | Nhà Xuất Bản           |
| 2010 | 2010                                                              | 2010              | 2010              | 2010                   |
| ---- | ----------------------------------------------------------------- | ----------------- | ----------------- | ---------------------- |
| 01   | Lũ ngốc, bài thi và linh thú triệu hồi                            | Inoue Kenji       | Haga Yui          | Famitsu Bunko          |
| 02   | Bakemonogatari                                                    | Nisio Isin        | Vofan             | Kodansha Box           |
| 03   | Cô gái văn chương                                                 | Nomura Mizuki     | Takeoka Miho      | Famitsu Bunko          |
| 04   | Toradora!                                                         | Takemiya Yuyuko   | Yasu              | Dengeki Bunko          |
| 05   | Seitokai no Ichizon                                               | Aoi Sekina        | Inugami Kira      | Fujimi Fantasia Bunko  |
| 06   | Tasogareiro no Uta Tsukai series                                  | Sazane Kei        | Takeoka Miho      | Fujimi Fantasia Bunko  |
| 07   | Usotsuki Mii-kun to Kowareta Maa-chan                             | Iruma Hitoma      | Hidari            | Dengeki Bunko          |
| 08   | Ben-To                                                            | Asaura            | Shibano Kaito     | Super Dash Bunko       |
| 09   | Cấm thư ma thuật Index                                            | Kazuma Kamachi    | Haimura Kiyotaka  | Dengeki Bunko          |
| 10   | Sōkyū no Karma                                                    | Tachibana Kōshi   | Morisawa Haruyuki | Fujimi Fantasia Bunko  |
| 2011 |                                                                   |                   |                   |                        |
| 01   | Cấm thư ma thuật Index                                            | Kazuma Kamachi    | Haimura Kiyotaka  | Dengeki Bunko          |
| 02   | Boku wa Tomodachi ga Sukunai                                      | Hirasaka Yomi     | Buriki            | MF Bunko J             |
| 03   | Lũ ngốc, bài thi và linh thú triệu hồi                            | Inoue Kenji       | Haga Yui          | Famitsu Bunko          |
| 04   | Sword Art Online                                                  | Kawahara Reki     | Abec              | Dengeki Bunko          |
| 05   | Ben-To                                                            | Asaura            | Shibano Kaito     | Super Dash Bunko       |
| 06   | Cô gái văn chương                                                 | Nomura Mizuki     | Takeoka Miho      | Famitsu Bunko          |
| 07   | Seitokai no Ichizon                                               | Aoi Sekina        | Inugami Kira      | Fujimi Fantasia Bunko  |
| 08   | Ore no Imōto ga Konna ni Kawaii Wake ga Nai                       | Fushimi Tsukasa   | Kanzaki Hiro      | Dengeki Bunko          |
| 09   | Durarara!!                                                        | Narita Ryogo      |                   | Dengeki Bunko          |
| 10   | Kami-sama no Memo-chō                                             | Sugii Hikaru      | Kishida Mel       | Dengeki Bunko          |
| 2012 |                                                                   |                   |                   |                        |
| 01   | Sword Art Online                                                  | Kawahara Reki     | Abec              | Dengeki Bunko          |
| 02   | Cấm thư ma thuật Index                                            | Kazuma Kamachi    | Haimura Kiyotaka  | Dengeki Bunko          |
| 03   | Ben-To                                                            | Asaura            | Kaito Shibano     | Super Dash Bunko       |
| 04   | Circlet Girl                                                      | Satoshi Hase      | Miyū              | Kadokawa Sneaker Bunko |
| 05   | Lũ ngốc, bài thi và linh thú triệu hồi                            | Inoue Kenji       | Haga Yui          | Famitsu Bunko          |
| 06   | Boku wa Tomodachi ga Sukunai                                      | Hirasaka Yomi     | Buriki            | MF Bunko J             |
| 07   | Occultologic                                                      | Tsukasa Nimeguchi | Magomago          | Kadokawa Sneaker Bunko |
| 08   | Suzumiya Haruhi                                                   | Tanigawa Nagaru   | Ito Noizi         | Kadokawa Sneaker Bunko |
| 09   | Idolising!                                                        | Sakaki Hirozawa   | Cuteg             | Dengeki Bunko          |
| 10   | Iris on Rainy Days                                                | Takeshi Matsuyama | Hirasato          | Dengeki Bunko          |
| 2013 |                                                                   |                   |                   |                        |
| 01   | Sword Art Online                                                  | Kawahara Reki     | Abec              | Dengeki Bunko          |
| 02   | Cấm thư ma thuật Index                                            | Kazuma Kamachi    | Haimura Kiyotaka  | Dengeki Bunko          |
| 03   | Rokka no Yūsha                                                    | Yamagata Ishio    | Miyagi            | Super Dash Bunko       |
| 04   | Lũ ngốc, bài thi và linh thú triệu hồi                            | Inoue Kenji       | Haga Yui          | Famitsu Bunko          |
| 05   | Ore no Imōto ga Konna ni Kawaii Wake ga Nai                       | Fushimi Tsukasa   | Kanzaki Hiro      | Dengeki Bunko          |
| 06   | Chuyện tình thanh xuân bi hài của tôi quả nhiên là sai lầm        | Watari Wataru     | Ponkan8           | Gagaga Bunko           |
| 07   | Durarara!!                                                        | Narita Ryogo      | Yasuda Suzuhito   | Dengeki Bunko          |
| 08   | Shinonome Yūko wa Tanpen Shōsetsu o Aishiteiru                    | Morihashi Bingo   | Nardack           | Famitsu Bunko          |
| 09   | Sakurada Reset                                                    | Kōno Yutaka       | Shiina Yū         | Kadokawa Sneaker Bunko |
| 10   | Kyoukai Senjou no Horizon                                         | Kawakami Minoru   | Satoyasu          | Dengeki Bunko          |
| 2014 |                                                                   |                   |                   |                        |
| 01   | Chuyện tình thanh xuân bi hài của tôi quả nhiên là sai lầm        | Watari Wataru     | Ponkan8           | Gagaga Bunko           |
| 02   | Alderamin on the Sky                                              | Uno Bokuto        | Sanbasō           | Dengeki Bunko          |
| 03   | Cấm thư ma thuật Index                                            | Kazuma Kamachi    | Haimura Kiyotaka  | Dengeki Bunko          |
| 04   | Liệu Có Sai Lầm Khi Tìm Kiếm Cuộc Gặp Gỡ Định Mệnh Trong Dungeon? | Ōmori Fujino      | Yasuda Suzuhito   | GA Bunko               |
| 05   | Sword Art Online                                                  | Kawahara Reki     | Abec              | Dengeki Bunko          |
| 06   | Hataraku Maō-sama!                                                | Wagahara Satoshi  | Oniku             | Dengeki Bunko          |
| 07   | Tokyo Ravens                                                      | Azano Kōhei       | Sumihei           | Fujimi Fantasia Bunko  |
| 08   | Rokka no Yūsha                                                    | Yamagata Ishio    | Miyagi            | Super Dash Bunko       |
| 09   | Ore no Imōto ga Konna ni Kawaii Wake ga Nai                       | Fushimi Tsukasa   | Kanzaki Hiro      | Dengeki Bunko          |
| 10   | No Game No Life                                                   | Kamiya Yū         | Kamiya Yū         | MF Bunko J             |

### 2015–2016
| Hạng | Tên Light Novel                                                   | Tác Giả          | Minh Hoạ          | Nhà Xuất Bản           |
| 2015 | 2015                                                              | 2015             | 2015              | 2015                   |
| ---- | ----------------------------------------------------------------- | ---------------- | ----------------- | ---------------------- |
| 01   | Chuyện tình thanh xuân bi hài của tôi quả nhiên là sai lầm        | Watari Wataru    | Ponkan8           | Gagaga Bunko           |
| 02   | Sword Art Online                                                  | Kawahara Reki    | Abec              | Dengeki Bunko          |
| 03   | No Game No Life                                                   | Kamiya Yū        | Kamiya Yū         | MF Bunko J             |
| 04   | Cấm thư ma thuật Index                                            | Kazuma Kamachi   | Haimura Kiyotaka  | Dengeki Bunko          |
| 05   | Kōkyū Rakuen Kyūjō: Harem League Baseball                         | Ishikawa Hiroshi | Wingheart         | Super Dash Bunko       |
| 06   | Zesshinkai no Solaris                                             | Rakiruchi        | Asagiri           | MF Bunko J             |
| 07   | Escape Speed                                                      | Kuoka Nozomu     | Gin               | Dengeki Bunko          |
| 08   | Toaru Hikūshi e no Seiyaku                                        | Inumura Koroku   | Morisawa Haruyuki | Gagaga Bunko           |
| 09   | Kono Koi to, Sono Mirai                                           | Morihashi Bingo  | Nardack           | Famitsu Bunko          |
| 10   | Alderamin on the Sky                                              | Uno Bokuto       | Sanbasō           | Dengeki Bunko          |
| 2016 |                                                                   |                  |                   |                        |
| 01   | Chuyện tình thanh xuân bi hài của tôi quả nhiên là sai lầm        | Watari Wataru    | Ponkan8           | Gagaga Bunko           |
| 02   | Sword Art Online                                                  | Kawahara Reki    | Abec              | Dengeki Bunko          |
| 03   | Alderamin on the Sky                                              | Uno Bokuto       | Sanbasō           | Dengeki Bunko          |
| 04   | Eirun Last Code: Kakuu Sekai yori Senjou e                        | Azuma Ryunosuke  | Akemi Mikoto      | MF Bunko J             |
| 05   | Tận thế nếu không bận, anh cứu chúng em nhé?                      | Kareno Akira     | ue                | Kadokawa Sneaker Bunko |
| 06   | No Game No Life                                                   | Kamiya Yū        | Kamiya Yū         | MF Bunko J             |
| 07   | Cấm thư ma thuật Index                                            | Kazuma Kamachi   | Haimura Kiyotaka  | Dengeki Bunko          |
| 08   | Liệu Có Sai Lầm Khi Tìm Kiếm Cuộc Gặp Gỡ Định Mệnh Trong Dungeon? | Ōmori Fujino     | Yasuda Suzuhito   | GA Bunko               |
| 09   | Saenai Heroine no Sodatekata                                      | Maruto Fumiaki   | Misaki Kurehito   | Fujimi Fantasia Bunko  |
| 10   | Escape Speed                                                      | Kuoka Nozomu     | Gin               | Dengeki Bunko          |

### 2017–2019
| Thể loại | Hạng | Tên Light Novel                                                     | Tác Giả                        | Minh Họa           | Nhà Xuất Bản           |
| 2017     | 2017 | 2017                                                                | 2017                           | 2017               | 2017                   |
| -------- | ---- | ------------------------------------------------------------------- | ------------------------------ | ------------------ | ---------------------- |
| Bunkobon | 01   | Công việc của Long Vương!                                           | Shiratori Shirow               | Shirabi            | GA Bunko               |
| Bunkobon | 02   | RE:ZERO - Bắt đầu lại ở thế giới khác                               | Nagatsuki Tappei               | Otsuka Shinichirou | MF Bunko J             |
| Bunkobon | 03   | Cấm thư ma thuật Index                                              | Kazuma Kamachi                 | Haimura Kiyotaka   | Dengeki Bunko          |
| Bunkobon | 04   | Sword Art Online                                                    | Kawahara Reki                  | Abec               | Dengeki Bunko          |
| Bunkobon | 05   | Goblin Slayer                                                       | Kagyu Kumo                     | Kannatsuki Noboru  | GA Bunko               |
| Bunkobon | 06   | Melody Lyrik Idol Magik                                             | Ishikawa Hiroshi               | POO                | Dash X Bunko           |
| Bunkobon | 07   | Gamers!                                                             | Aoi Sekina                     | Saboten            | Fujimi Fantasia Bunko  |
| Bunkobon | 08   | Jaku-chara Tomozaki-kun                                             | Yaku Yūki                      | Fly                | Gagaga Bunko           |
| Bunkobon | 09   | KonoSuba                                                            | Akatsuki Natsume               | Mishima Kurone     | Kadokawa Sneaker Bunko |
| Bunkobon | 10   | Kono Koi to, Sono Mirai                                             | Morihashi Bingo                | Nardack            | Famitsu Bunko          |
| Tankōbon | 01   | Overlord                                                            | Maruyama Kugane                | so-bin             | Enterbrain             |
| Tankōbon | 02   | Monogatari series                                                   | Nisio Isin                     | Vofan              | Kodansha Box           |
| Tankōbon | 03   | Tôi là nhện đấy, có sao không?                                      | Baba Okina                     | Kiryū Tsukasa      | Kadokawa Books         |
| Tankōbon | 04   | Mushoku Tensei                                                      | Rifujin na Magonote            | Shirotaka          | MF Books               |
| Tankōbon | 05   | Ascendance of a Bookworm                                            | Kazuki Miya                    | Shiina Yō          | TO Bunko               |
| Tankōbon | 06   | Ninja Slayer                                                        | Bradley Bond, Philip N. Morzez | Warainaku          | Kadokawa               |
| Tankōbon | 07   | Kyūketsuki ni Natta Kimi wa Eien no Ai o Hajimeru: Long Long Engage | Nomura Mizuki                  | Takeoka Miho       | Famitsu Bunko          |
| Tankōbon | 08   | Tensei-shitara Slime datta Ken                                      | Fuse                           | Mitz Vah           | GC Novels              |
| Tankōbon | 09   | Bōkyaku Tantei series                                               | Nisio Isin                     | Vofan              | Kodansha BOX           |
| Tankōbon | 10   | Kono Sekai ga Game da to Boku dake ga Shitteiru                     | Usbar                          | Ichizen            | Enterbrain             |
| 2018     |      |                                                                     |                                |                    |                        |
| Bunkobon | 01   | Công việc của Long Vưong!                                           | Shiratori Shirow               | Shirabi            | GA Bunko               |
| Bunkobon | 02   | 86 - Eighty Six -                                                   | Asato Asato                    | Shirabi            | Dengeki Bunko          |
| Bunkobon | 03   | Infinite Dendrogram                                                 | Kaidō Sakon                    | Taiki              | HJ Bunko               |
| Bunkobon | 04   | Tsuki to Raika to Nosferatu                                         | Masano Keisuke                 | Karei              | Gagaga Bunko           |
| Bunkobon | 05   | Sword Art Online                                                    | Kawahara Reki                  | Abec               | Dengeki Bunko          |
| Bunkobon | 06   | Bokutachi no Remake                                                 | Kio Nachi                      | Eretto             | MF Bunko J             |
| Bunkobon | 07   | Jaku-chara Tomaki-kun                                               | Yaku Yūki                      | Fly                | Gagaga Bunko           |
| Bunkobon | 08   | Gamers!                                                             | Aoi Sekina                     | Saboten            | Fujimi Fantasia Bunko  |
| Bunkobon | 09   | Liệu Có Sai Lầm Khi Tìm Kiếm Cuộc Gặp Gỡ Định Mệnh Trong Dungeon?   | Ōmori Fujino                   | Yasuda Suzuhito    | GA Bunko               |
| Bunkobon | 10   | Imouto Sae Ireba Ii                                                 | Hirasaka Yomi                  | Kantoku            | Gagaga Bunko           |
| Tankōbon | 01   | Ascendance of a Bookworm                                            | Kazuki Miya                    | Shiina Yō          | TO Bunko               |
| Tankōbon | 02   | Tôi là nhện đấy, có sao không?                                      | Baba Okina                     | Kiryū Tsukasa      | Kadokawa Books         |
| Tankōbon | 03   | Tanya Chiến Ký                                                      | Carlo Zen                      | Shinotsuki Shinobu | Enterbrain             |
| Tankōbon | 04   | Overlord                                                            | Maruyama Kugane                | so-bin             | Enterbrain             |
| Tankōbon | 05   | Monogatari series                                                   | Nisio Isin                     | Vofan              | Kodansha Box           |
| Tankōbon | 06   | Tensei-shitara Slime datta Ken                                      | Fuse                           | Mitz Vah           | GC Novels              |
| Tankōbon | 07   | Mushoku Tensei                                                      | Rifujin na Magonote            | Shirotaka          | MF Books               |
| Tankōbon | 08   | Yokohama Eki SF                                                     | Isukari Yuba                   | Tanaka Tatsuyuki   | Kadokawa Books         |
| Tankōbon | 09   | Hành trình của Elaina                                               | Shiraishi Jogi                 | Azul               | GA Novel               |
| Tankōbon | 10   | Vì con gái, tôi có thể đánh bại cả Ma vương                         | Chirolu                        | Kei                | HJ Books               |
| 2019     |      |                                                                     |                                |                    |                        |
| Bunkobon | 01   | Sabikui Bisco                                                       | Kobukubo Shinji                | Akagishi K         | Dengeki Bunko          |
| Bunkobon | 02   | Công việc của Long Vương!                                           | Shiratori Shirow               | Shirabi            | GA Bunko               |
| Bunkobon | 03   | Jaku-chara Tomaki-kun                                               | Yaku Yūki                      | Fly                | Gagaga Bunko           |
| Bunkobon | 04   | Hige o Soru. Soshite Joshi Kōsei o Hirou                            | Shimesaba                      | Booota             | Kadokawa Sneaker Bunko |
| Bunkobon | 05   | 86 - Eighty Six -                                                   | Asato Asato                    | Shirabi            | Dengeki Bunko          |
| Bunkobon | 06   | Yōkoso Jitsuryoku Shijō Shugi no Kyōshitsu e                        | Kinugasa Shōgo                 | Tomose Shunsaku    | MF Bunko J             |
| Bunkobon | 07   | Bokutachi no Remake                                                 | Kio Nachi                      | Eretto             | MF Bunko J             |
| Bunkobon | 08   | Sankaku no Kyori wa Kagiri Nai Zero                                 | Saginomiya Misaki              | Hiten              | Dengeki Bunko          |
| Bunkobon | 09   | Cấm thư ma thuật Index                                              | Kazuma Kamachi                 | Haimura Kiyotaka   | Dengeki Bunko          |
| Bunkobon | 10   | Sword Art Online                                                    | Kawahara Reki                  | Abec               | Dengeki Bunko          |
| Tankōbon | 01   | Ascendance of a Bookworm                                            | Kazuki Miya                    | Shiina Yō          | TO Bunko               |
| Tankōbon | 02   | Umibe no Byōin de Kanojo to Hanashita Ikutsuka no Koto              | Ishikawa Hiroshi               | Mai Yoneyama       | Kadokawa               |
| Tankōbon | 03   | Monogatari series                                                   | Nisio Isin                     | Vofan              | Kodansha Box           |
| Tankōbon | 04   | Overlord                                                            | Maruyama Kugane                | so-bin             | Enterbrain             |
| Tankōbon | 05   | Tensei-shitara Slime datta Ken                                      | Fuse                           | Mitz Vah           | GC Novels              |
| Tankōbon | 06   | Hành trình của Elaina                                               | Shiraishi Jogi                 | Azul               | GA Novel               |
| Tankōbon | 07   | JK Haru is a Sex Worker in Another World                            | Ko Hiratori                    | Shimano            | Hayakawa Publishing    |
| Tankōbon | 08   | Mushoku Tensei                                                      | Rifujin na Magonote            | Shirotaka          | MF Books               |
| Tankōbon | 09   | Diệt Slime suốt 300 năm, tôi level MAX lúc nào chẳng hay            | Kisetsu Morita                 | Benio              | GA Novel               |
| Tankōbon | 10   | Tôi là nhện đấy, có sao không?                                      | Baba Okina                     | Kiryū Tsukasa      | Kadokawa Books         |

### 2020–2021
| Thể loại | Hạng | Tên Light Novel                                                                     | Tác giả             | Minh Họa          | Nhà xuất bản           |
| 2020     | 2020 | 2020                                                                                | 2020                | 2020              | 2020                   |
| -------- | ---- | ----------------------------------------------------------------------------------- | ------------------- | ----------------- | ---------------------- |
| Bunkobon | 01   | Nanatsu no Maken ga Shihai Suru                                                     | Uno Bokuto          | Ruria Miyuki      | Dengeki Bunko          |
| Bunkobon | 02   | Công việc của Long Vương!                                                           | Shiratori Shirow    | Shirabi           | GA Bunko               |
| Bunkobon | 03   | Jaku-chara Tomozaki-kun                                                             | Yaku Yūki           | Fly               | Gagaga Bunko           |
| Bunkobon | 04   | Yōkoso Jitsuryoku Shijō Shugi no Kyōshitsu e                                        | Kinugasa Shōgo      | Tomose Shunsaku   | MF Bunko J             |
| Bunkobon | 05   | Osananajimi ga Zettai ni Makenai Love Comedy                                        | Nimaru Shūichi      | Ui Shigure        | Dengeki Bunko          |
| Bunkobon | 06   | Seishun Buta Yarou Series                                                           | Kamoshida Hajime    | Mizoguchi Keeji   | Dengeki Bunko          |
| Bunkobon | 07   | Mamahaha no Tsurego ga Moto Kano Datta                                              | Kamishiro Kyōsuke   | Takayaki          | Kadokawa Sneaker Bunko |
| Bunkobon | 08   | Kimi no Wasurekata o Oshiete                                                        | Amasaki Mirito      | Fly               | Kadokawa Sneaker Bunko |
| Bunkobon | 09   | Natsu e no Tunnel, Sayonara no Deguchi                                              | Hachimoku Mei       | Kukka             | Gagaga Bunko           |
| Bunkobon | 10   | Otonari no Tenshi-sama ni Itsu no Aida ni ka Dame Ningen ni Sareteiru ken           | Saekisan            | Kazutake Hazano   | GA Bunko               |
| Tankōbon | 01   | Unnamed Memory                                                                      | Furumiya Kuji       | chibi             | Dengeki no Shin Bungei |
| Tankōbon | 02   | Ascendance of a Bookworm                                                            | Kazuki Miya         | Shiina Yō         | TO Bunko               |
| Tankōbon | 03   | Kage no Jitsuryokusha ni Naritakute!                                                | Aizawa Daisuke      | Tōzai             | Enterbrain             |
| Tankōbon | 04   | Mushoku Tensei                                                                      | Rifujin na Magonote | Shirotaka         | MF Books               |
| Tankōbon | 05   | Rebuild World                                                                       | Nafuse              | Gin               | Dengeki no Shin Bungei |
| Tankōbon | 06   | Hành trình của Elaina                                                               | Shiraishi Jogi      | Azul              | GA Novel               |
| Tankōbon | 07   | Tensei-shitara Slime datta Ken                                                      | Fuse                | Mitz Vah          | GC Novels              |
| Tankōbon | 08   | Otome Game Sekai wa Mob ni Kibishii Sekai Desu                                      | Mishima Yomu        | Monda             | GC Novels              |
| Tankōbon | 09   | Tôi là nhện đấy, có sao không?                                                      | Baba Okina          | Kiryū Tsukasa     | Kadokawa Books         |
| Tankōbon | 10   | Tsundere Akuyaku Reijō Liselotte to Jikkyō no Endō-kun to Kaisetsu no Kobayashi-san | Enoshima Suzu       | Eihi              | Kadokawa Books         |
| 2021     |      |                                                                                     |                     |                   |                        |
| Bunkobon | 01   | Chitose-kun wa Ramune Bin no Naka                                                   | Hiromu              | raemz             | Gagaga Bunko           |
| Bunkobon | 02   | Spy Room - Lớp học điệp viên                                                        | Takemachi           | Tomari            | Fantasia Bunko         |
| Bunkobon | 03   | Yōkoso Jitsuryoku Shijō Shugi no Kyōshitsu e                                        | Kinugasa Shōgo      | Tomose Shunsaku   | MF Bunko J             |
| Bunkobon | 04   | Tantei wa Mō, Shindeiru                                                             | Nigojū              | Umibōzu           | MF Bunko J             |
| Bunkobon | 05   | Mamahaha no Tsurego ga Motokano Datta                                               | Kamishiro Kyousuke  | Takayaki          | Kadokawa Sneaker Bunko |
| Bunkobon | 06   | Rakuen Noise                                                                        | Sugii Hikaru        | Shunkafuyu Yuu    | Dengeki Bunko          |
| Bunkobon | 07   | Jaku-chara Tomozaki-kun                                                             | Yaku Yūki           | Fly               | Gagaga Bunko           |
| Bunkobon | 08   | Kanojo no Imouto to Kiss Shita                                                      | Misora Riku         | Saba Mizore       | GA Bunko               |
| Bunkobon | 09   | Propeller Opera                                                                     | Inumura Koroku      | Shizuki Hitomi    | Gagaga Bunko           |
| Bunkobon | 10   | Otonari no Tenshi-sama ni Itsu no Aida ni ka Dame Ningen ni Sareteita ken           | Saekisan            | Kazutake Hazano   | GA Bunko               |
| Tankōbon | 01   | Ishura                                                                              | Keiso               | Kureta            | Dengeki no Shin Bungei |
| Tankōbon | 02   | Ascendance of a Bookworm                                                            | Kazuki Miya         | Shiina Yō         | TO Bunko               |
| Tankōbon | 03   | Unnamed Memory                                                                      | Furumiya Kuji       | chibi             | Dengeki no Shin Bungei |
| Tankōbon | 04   | Rebuild World                                                                       | Nafuse              | Gin               | Dengeki no Shin Bungei |
| Tankōbon | 05   | Babel                                                                               | Furumiya Kuji       | Morisawa Haruyuki | Dengeki Novel          |
| Tankōbon | 06   | Tearmoon Teikoku Monogatari: Dantoudai kara Hajimaru, Hime no Tensei Gyakuten Story | Mochizuki Nozomu    | Gilse             | Syosetu                |
| Tankōbon | 07   | Nageki no Bourei wa Intai Shitai                                                    | Tsukikage           | Chyko             | Syosetu                |
| Tankōbon | 08   | Afumi no Umi: Suimen ga Yureru Toki                                                 | Israfil             | Foo Midori        |                        |
| Tankōbon | 09   | Madougushi Dahliya wa Utsumukanai                                                   | Amagishi Hisaya     | Kei               | Syosetu                |
| Tankōbon | 10   | Hành trình của Elaina                                                               | Shiraishi Jogi      | Azul              | GA Novel               |

## Bảng xếp hạng Top 10 nhân vật Nữ

### Top 1 (2005-2021)
| Năm  | Nhân vật           | Tên Light Novel                                            | Tác Giả         | Minh Hoạ          | Nhà Xuất Bản           |
| ---- | ------------------ | ---------------------------------------------------------- | --------------- | ----------------- | ---------------------- |
| 2005 | Mitsukai Dokuro    | Bludgeoning Angel Dokuro-Chan                              | Okayu Masaki    | Torishimo         | Dengeki Bunko          |
| 2006 | Kino               | Kino du ký                                                 | Sigsawa Keiichi | Kuroboshi Kouhaku | Dengeki Bunko          |
| 2007 | Holo               | Sói và Gia vị                                              | Hasekura Isuna  | Ayakura Jū        | Dengeki Bunko          |
| 2008 | Suzumiya Haruhi    | Suzumiya Haruhi                                            | Tanigawa Nagaru | Ito Noizi         | Kadokawa Sneaker Bunko |
| 2009 | Amano Tooko        | Cô gái văn chương                                          | Nomura Mizuki   | Takeoka Miho      | Famitsu Bunko          |
| 2010 | Misaka Mikoto      | Cấm thư ma thuật Index                                     | Kazuma Kamachi  | Haimura Kiyotaka  | Dengeki Bunko          |
| 2011 | Misaka Mikoto      | Cấm thư ma thuật Index                                     | Kazuma Kamachi  | Haimura Kiyotaka  | Dengeki Bunko          |
| 2012 | Misaka Mikoto      | Cấm thư ma thuật Index                                     | Kazuma Kamachi  | Haimura Kiyotaka  | Dengeki Bunko          |
| 2013 | Misaka Mikoto      | Cấm thư ma thuật Index                                     | Kazuma Kamachi  | Haimura Kiyotaka  | Dengeki Bunko          |
| 2014 | Misaka Mikoto      | Cấm thư ma thuật Index                                     | Kazuma Kamachi  | Haimura Kiyotaka  | Dengeki Bunko          |
| 2015 | Yukinoshita Yukino | Chuyện tình thanh xuân bi hài của tôi quả nhiên là sai lầm | Watari Wataru   | Ponkan8           | Gagaga Bunko           |
| 2016 | Misaka Mikoto      | Cấm thư ma thuật Index                                     | Kazuma Kamachi  | Haimura Kiyotaka  | Dengeki Bunko          |
| 2017 | Misaka Mikoto      | Cấm thư ma thuật Index                                     | Kazuma Kamachi  | Haimura Kiyotaka  | Dengeki Bunko          |
| 2018 | Misaka Mikoto      | Cấm thư ma thuật Index                                     | Kazuma Kamachi  | Haimura Kiyotaka  | Dengeki Bunko          |
| 2019 | Misaka Mikoto      | Cấm thư ma thuật Index                                     | Kazuma Kamachi  | Haimura Kiyotaka  | Dengeki Bunko          |
| 2020 | Karuizawa Kei      | Yōkoso Jitsuryoku Shijō Shugi no Kyōshitsu e               | Kinugasa Shōgo  | Tomose Shunsaku   | MF Bunko J             |
| 2021 | Karuizawa Kei      | Yōkoso Jitsuryoku Shijō Shugi no Kyōshitsu e               | Kinugasa Shōgo  | Tomose Shunsaku   | MF Bunko J             |

### Top 10 (2005–2009)
| Hạng | Nhân vật                                 | Tên Light Novel                        | Tác Giả              | Minh Hoạ          | Nhà Xuất Bản           |
| 2005 | 2005                                     | 2005                                   | 2005                 | 2005              | 2005                   |
| ---- | ---------------------------------------- | -------------------------------------- | -------------------- | ----------------- | ---------------------- |
| 01   | Mitsukai Dokuro                          | Bludgeoning Angel Dokuro-Chan          | Okayu Masaki         | Torishimo         | Dengeki Bunko          |
| 02   | Yomiko Readman                           | Read or Die                            | Kurata Hideyuki      | Uon Taraku        | Super Dash Bunko       |
| 03   | Nagato Yuki                              | Suzumiya Haruhi                        | Tanigawa Nagaru      | Ito Noizi         | Kadokawa Sneaker Bunko |
| 04   | Suzumiya Haruhi                          | Suzumiya Haruhi                        | Tanigawa Nagaru      | Ito Noizi         | Kadokawa Sneaker Bunko |
| 05   | Allison Whittington                      | Allison                                | Sigsawa Keiichi      | Kuroboshi Kouhaku | Dengeki Bunko          |
| 06   | Sakurano Tazusa                          | Ginban Kaleidoscope                    | Kaibara Rei          | Suzuhira Hiro     | Super Dash Bunko       |
| 07   | Sorasumihime                             | Nanahime Monogatari                    | Takano Kazu          | Otani Osamu       | Dengeki Bunko          |
| 08   | Victorique de Blois                      | Gosick                                 | Sakuraba Kazuki      | Takeda Hinata     | Kadokawa Beans Bunko   |
| 09   | Shana                                    | Shakugan no Shana                      | Takahashi Yashichiro | Ito Noizi         | Dengeki Bunko          |
| 10   | Danatia Aryl Ankurouge                   | Rakuen no Majo Tachi                   | Kikawa Satomi        | Mutchiri Mūnī     | Cobalt Bunko           |
| 2006 |                                          |                                        |                      |                   |                        |
| 01   | Kino                                     | Kino du ký                             | Sigsawa Keiichi      | Kuroboshi Kouhaku | Dengeki Bunko          |
| 02   | Nagato Yuki                              | Suzumiya Haruhi                        | Tanigawa Nagaru      | Ito Noizi         | Kadokawa Sneaker Bunko |
| 03   | Victorique de Blois                      | Gosick                                 | Sakuraba Kazuki      | Takeda Hinata     | Kadokawa Beans Bunko   |
| 04   | Suzumiya Haruhi                          | Suzumiya Haruhi                        | Tanigawa Nagaru      | Ito Noizi         | Kadokawa Sneaker Bunko |
| 05   | Shana                                    | Shakugan no Shana                      | Takahashi Yashichiro | Ito Noizi         | Dengeki Bunko          |
| 06   | Akiba Rika                               | Hanbun no Tsuki ga Noboru Sora         | Hashimoto Tsumugu    | Yamamoto Keiji    | Dengeki Bunko          |
| 07   | Sōma Hiroka                              | Watashitachi no Tamura-kun             | Takemiya Yuyuko      | Yasu              | Dengeki Bunko          |
| 08   | Togano Yomiko                            | Missing                                | Koda Gakuto          | Midorigawa Shin   | Dengeki Bunko          |
| 09   | Sakazaki Kaho                            | Yoku Wakaru Gendai Mahō                | Sakurazaka Hiroshi   | Miyashita Miki    | Super Dash Bunko       |
| 10   | Gankyū Eguriko                           | Mushi to Medama series                 | Akira                | Mouse Mitsuki     | MF Bunko J             |
| 2007 |                                          |                                        |                      |                   |                        |
| 01   | Holo                                     | Sói và Gia vị                          | Hasekura Isuna       | Ayakura Jū        | Dengeki Bunko          |
| 02   | Nagato Yuki                              | Suzumiya Haruhi                        | Tanigawa Nagaru      | Ito Noizi         | Kadokawa Sneaker Bunko |
| 03   | Suzumiya Haruhi                          | Suzumiya Haruhi                        | Tanigawa Nagaru      | Ito Noizi         | Kadokawa Sneaker Bunko |
| 04   | Amano Tooko                              | Cô gái văn chương                      | Nomura Mizuki        | Takeoka Miho      | Famitsu Bunko          |
| 05   | Kino                                     | Kino du ký                             | Sigsawa Keiichi      | Kuroboshi Kouhaku | Dengeki Bunko          |
| 06   | Aisaka Taiga                             | Toradora!                              | Takemiya Yuyuko      | Yasu              | Dengeki Bunko          |
| 07   | Akiba Rika                               | Hanbun no Tsuki ga Noboru Sora         | Hashimoto Tsumugu    | Yamamoto Keiji    | Dengeki Bunko          |
| 08   | Victorique de Blois                      | Gosick                                 | Sakuraba Kazuki      | Takeda Hinata     | Kadokawa Beans Bunko   |
| 09   | Shana                                    | Shakugan no Shana                      | Takahashi Yashichiro | Ito Noizi         | Dengeki Bunko          |
| 10   | Louise Françoise Le Blanc de La Vallière | Zero no Tsukaima                       | Yamaguchi Noboru     | Usatsuka Eiji     | MF Bunko J             |
| 2008 |                                          |                                        |                      |                   |                        |
| 01   | Suzumiya Haruhi                          | Suzumiya Haruhi                        | Tanigawa Nagaru      | Ito Noizi         | Kadokawa Sneaker Bunko |
| 02   | Amano Tooko                              | Cô gái văn chương                      | Nomura Mizuki        | Takeoka Miho      | Famitsu Bunko          |
| 03   | Nagato Yuki                              | Suzumiya Haruhi                        | Tanigawa Nagaru      | Ito Noizi         | Kadokawa Sneaker Bunko |
| 04   | Holo                                     | Sói và Gia vị                          | Hasekura Isuna       | Ayakura Jū        | Dengeki Bunko          |
| 05   | Chidori Kaname                           | Full Metal Panic!                      | Gato Shoji           | Douji Shiki       | Fujimi Fantasia Bunko  |
| 06   | Kino                                     | Kino du ký                             | Sigsawa Keiichi      | Kuroboshi Kouhaku | Dengeki Bunko          |
| 07   | Senjōgahara Hitagi                       | Monogatari series                      | Nisio Isin           | Vofan             | Kodansha Box           |
| 08   | Kotobuki Nanase                          | Cô gái văn chương                      | Nomura Mizuki        | Takeoka Miho      | Famitsu Bunko          |
| 09   | Teletha Testarossa                       | Full Metal Panic!                      | Gato Shoji           | Douji Shiki       | Fujimi Fantasia Bunko  |
| 10   | Aisaka Taiga                             | Toradora!                              | Takemiya Yuyuko      | Yasu              | Dengeki Bunko          |
| 2009 |                                          |                                        |                      |                   |                        |
| 01   | Amano Tooko                              | Cô gái văn chương                      | Nomura Mizuki        | Takeoka Miho      | Famitsu Bunko          |
| 02   | Holo                                     | Sói và Gia vị                          | Hasekura Isuna       | Ayakura Jū        | Dengeki Bunko          |
| 03   | Aisaka Taiga                             | Toradora!                              | Takemiya Yuyuko      | Yasu              | Dengeki Bunko          |
| 04   | Kotobuki Nanase                          | Cô gái văn chương                      | Nomura Mizuki        | Takeoka Miho      | Famitsu Bunko          |
| 05   | Misaka Mikoto                            | Cấm thư ma thuật Index                 | Kazuma Kamachi       | Haimura Kiyotaka  | Dengeki Bunko          |
| 06   | Kino                                     | Kino du ký                             | Sigsawa Keiichi      | Kuroboshi Kouhaku | Dengeki Bunko          |
| 07   | Senjōgahara Hitagi                       | Monogatari                             | Nisio Isin           | Vofan             | Kodansha Box           |
| 08   | Kluele Sophi Net                         | Tasogareiro no Uta Tsukai series       | Sazane Kei           | Takeoka Miho      | Fujimi Fantasia Bunko  |
| 09   | Shana                                    | Shakugan no Shana                      | Takahashi Yashichiro | Ito Noizi         | Dengeki Bunko          |
| 10   | Kinoshita Hideyoshi                      | Lũ ngốc, bài thi và linh thú triệu hồi | Inoue Kenji          | Haga Yui          | Famitsu Bunko          |

### Top 10 (2010–2014)
| Hạng | Nhân vật                    | Tên Light Novel                                            | Tác Giả         | Minh Hoạ          | Nhà Xuất Bản           |
| 2010 | 2010                        | 2010                                                       | 2010            | 2010              | 2010                   |
| ---- | --------------------------- | ---------------------------------------------------------- | --------------- | ----------------- | ---------------------- |
| 01   | Misaka Mikoto               | Cấm thư ma thuật Index                                     | Kazuma Kamachi  | Haimura Kiyotaka  | Dengeki Bunko          |
| 02   | Amano Tooko                 | Cô gái văn chương                                          | Nomura Mizuki   | Takeoka Miho      | Famitsu Bunko          |
| 03   | Kotobuki Nanase             | Cô gái văn chương                                          | Nomura Mizuki   | Takeoka Miho      | Famitsu Bunko          |
| 04   | Senjōgahara Hitagi          | Monogatari series                                          | Nisio Isin      | Vofan             | Kodansha Box           |
| 05   | Aisaka Taiga                | Toradora!                                                  | Takemiya Yuyuko | Yasu              | Dengeki Bunko          |
| 06   | Takasaki Karuma             | Sōkyū no Karuma                                            | Tachibana Kōshi | Morisawa Haruyuki | Fujimi Fantasia Bunko  |
| 07   | Kinoshita Hideyoshi         | Lũ ngốc, bài thi và linh thú triệu hồi                     | Inoue Kenji     | Haga Yui          | Famitsu Bunko          |
| 08   | Kino                        | Kino du ký                                                 | Sigsawa Keiichi | Kuroboshi Kouhaku | Dengeki Bunko          |
| 09   | Kluele Sophi Net            | Tasogareiro no Uta Tsukai series                           | Sazane Kei      | Takeoka Miho      | Fujimi Fantasia Bunko  |
| 10   | Holo                        | Sói và Gia vị                                              | Hasekura Isuna  | Ayakura Jū        | Dengeki Bunko          |
| 2011 |                             |                                                            |                 |                   |                        |
| 01   | Misaka Mikoto               | Cấm thư ma thuật Index                                     | Kazuma Kamachi  | Haimura Kiyotaka  | Dengeki Bunko          |
| 02   | Shionji Yūko / Alice        | Kami-sama no Memo-chō                                      | Sugii Hikaru    | Kishida Mel       | Dengeki Bunko          |
| 03   | Index Librorum Prohibitorum | Cấm thư ma thuật Index                                     | Kazuma Kamachi  | Haimura Kiyotaka  | Dengeki Bunko          |
| 04   | Kashiwazaki Sena            | Boku wa Tomodachi ga Sukunai                               | Hirasaka Yomi   | Buriki            | MF Bunko J             |
| 05   | Amano Tooko                 | Cô gái văn chương                                          | Nomura Mizuki   | Takeoka Miho      | Famitsu Bunko          |
| 06   | Yūki Asuna / Asuna          | Sword Art Online                                           | Kawahara Reki   | Abec              | Dengeki Bunko          |
| 07   | Itsuwa                      | Cấm thư ma thuật Index                                     | Kazuma Kamachi  | Haimura Kiyotaka  | Dengeki Bunko          |
| 08   | Senjōgahara Hitagi          | Monogatari series                                          | Nisio Isin      | Vofan             | Kodansha Box           |
| 09   | Tōwa Erio                   | Denpa Onna to Seishun Otoko                                | Iruma Hitoma    | Buriki            | Dengeki Bunko          |
| 10   | Kotobuki Nanase             | Cô gái văn chương                                          | Nomura Mizuki   | Takeoka Miho      | Famitsu Bunko          |
| 2012 |                             |                                                            |                 |                   |                        |
| 01   | Misaka Mikoto               | Cấm thư ma thuật Index                                     | Kazuma Kamachi  | Haimura Kiyotaka  | Dengeki Bunko          |
| 02   | Yūki Asuna / Asuna          | Sword Art Online                                           | Kawahara Reki   | Abec              | Dengeki Bunko          |
| 03   | Kashiwazaki Sena            | Boku wa Tomodachi ga Sukunai                               | Hirasaka Yomi   | Buriki            | MF Bunko J             |
| 04   | Goko Ruri / Kuroneko        | Ore no Imōto ga Konna ni Kawaii Wake ga Nai                | Fushimi Tsukasa | Kanzaki Hiro      | Dengeki Bunko          |
| 05   | Shionji Yūko / Alice        | Kami-sama no Memo-chō                                      | Sugii Hikaru    | Kishida Mel       | Dengeki Bunko          |
| 06   | Inaba Himeko                | Kokoro Connect                                             | Anda Sadanatsu  | Shiromizakana     | Famitsu Bunko          |
| 07   | Senjōgahara Hitagi          | Monogatari                                                 | Nisio Isin      | Vofan             | Kodansha Box           |
| 07   | Kousaka Kirino              | Ore no Imōto ga Konna ni Kawaii Wake ga Nai                | Fushimi Tsukasa | Kanzaki Hiro      | Dengeki Bunko          |
| 09   | Suzumiya Haruhi             | Suzumiya Haruhi                                            | Tanigawa Nagaru | Ito Noizi         | Kadokawa Sneaker Bunko |
| 10   | Mikazuki Yozora             | Boku wa Tomodachi ga Sukunai                               | Hirasaka Yomi   | Buriki            | MF Bunko J             |
| 2013 |                             |                                                            |                 |                   |                        |
| 01   | Misaka Mikoto               | Cấm thư ma thuật Index                                     | Kazuma Kamachi  | Haimura Kiyotaka  | Dengeki Bunko          |
| 02   | Yūki Asuna / Asuna          | Sword Art Online                                           | Kawahara Reki   | Abec              | Dengeki Bunko          |
| 03   | Inaba Himeko                | Kokoro Connect                                             | Anda Sadanatsu  | Shiromizakana     | Famitsu Bunko          |
| 04   | Kuroyukihime                | Accel World                                                | Kawahara Reki   | HiMA              | Dengeki Bunko          |
| 05   | Kashiwazaki Sena            | Boku wa Tomodachi ga Sukunai                               | Hirasaka Yomi   | Buriki            | MF Bunko J             |
| 06   | Goko Ruri / Kuroneko        | Ore no Imōto ga Konna ni Kawaii Wake ga Nai                | Fushimi Tsukasa | Kanzaki Hiro      | Dengeki Bunko          |
| 07   | Asada Shino / Sinon         | Sword Art Online                                           | Kawahara Reki   | Abec              | Dengeki Bunko          |
| 08   | Yukinoshita Yukino          | Chuyện tình thanh xuân bi hài của tôi quả nhiên là sai lầm | Watari Wataru   | Ponkan8           | Gagaga Bunko           |
| 09   | Kousaka Kirino              | Ore no Imōto ga Konna ni Kawaii Wake ga Nai                | Fushimi Tsukasa | Kanzaki Hiro      | Dengeki Bunko          |
| 10   | Mikazuki Yozora             | Boku wa Tomodachi ga Sukunai                               | Hirasaka Yomi   | Buriki            | MF Bunko J             |
| 2014 |                             |                                                            |                 |                   |                        |
| 01   | Misaka Mikoto               | Cấm thư ma thuật Index                                     | Kazuma Kamachi  | Haimura Kiyotaka  | Dengeki Bunko          |
| 02   | Yukinoshita Yukino          | Chuyện tình thanh xuân bi hài của tôi quả nhiên là sai lầm | Watari Wataru   | Ponkan8           | Gagaga Bunko           |
| 03   | Yūki Asuna / Asuna          | Sword Art Online                                           | Kawahara Reki   | Abec              | Dengeki Bunko          |
| 04   | Yuigahama Yui               | Chuyện tình thanh xuân bi hài của tôi quả nhiên là sai lầm | Watari Wataru   | Ponkan8           | Gagaga Bunko           |
| 05   | Index Librorum Prohibitorum | Cấm thư ma thuật Index                                     | Kazuma Kamachi  | Haimura Kiyotaka  | Dengeki Bunko          |
| 06   | Kousaka Kirino              | Ore no Imōto ga Konna ni Kawaii Wake ga Nai                | Fushimi Tsukasa | Kanzaki Hiro      | Dengeki Bunko          |
| 07   | Aragaki Ayase               | Ore no Imōto ga Konna ni Kawaii Wake ga Nai                | Fushimi Tsukasa | Kanzaki Hiro      | Dengeki Bunko          |
| 08   | Asada Shino / Sinon         | Sword Art Online                                           | Kawahara Reki   | Abec              | Dengeki Bunko          |
| 09   | Shiba Miyuki                | Mahouka Koukou no Rettousei                                | Satō Tsutomu    | Ishida Kana       | Dengeki Bunko          |
| 10   | Mikazuki Yozora             | Boku wa Tomodachi ga Sukunai                               | Hirasaka Yomi   | Buriki            | MF Bunko J             |

### Top 10 (2015–2019)
| Hạng | Nhân vật                    | Tên Light Novel                                            | Tác Giả          | Minh Hoạ           | Nhà Xuất Bản           |
| 2015 | 2015                        | 2015                                                       | 2015             | 2015               | 2015                   |
| ---- | --------------------------- | ---------------------------------------------------------- | ---------------- | ------------------ | ---------------------- |
| 01   | Yukinoshita Yukino          | Chuyện tình thanh xuân bi hài của tôi quả nhiên là sai lầm | Watari Wataru    | Ponkan8            | Gagaga Bunko           |
| 02   | Misaka Mikoto               | Cấm thư ma thuật Index                                     | Kazuma Kamachi   | Haimura Kiyotaka   | Dengeki Bunko          |
| 03   | Yuigahama Yui               | Chuyện tình thanh xuân bi hài của tôi quả nhiên là sai lầm | Watari Wataru    | Ponkan8            | Gagaga Bunko           |
| 04   | Yūki Asuna / Asuna          | Sword Art Online                                           | Kawahara Reki    | Abec               | Dengeki Bunko          |
| 05   | Othinus                     | Cấm thư ma thuật Index                                     | Kazuma Kamachi   | Haimura Kiyotaka   | Dengeki Bunko          |
| 06   | Index Librorum Prohibitorum | Cấm thư ma thuật Index                                     | Kazuma Kamachi   | Haimura Kiyotaka   | Dengeki Bunko          |
| 07   | Asada Shino / Sinon         | Sword Art Online                                           | Kawahara Reki    | Abec               | Dengeki Bunko          |
| 08   | Hikigaya Komachi            | Chuyện tình thanh xuân bi hài của tôi quả nhiên là sai lầm | Watari Wataru    | Ponkan8            | Gagaga Bunko           |
| 09   | Shokuhō Misaki              | Cấm thư ma thuật Index                                     | Kazuma Kamachi   | Haimura Kiyotaka   | Dengeki Bunko          |
| 10   | Shiro                       | No Game No Life                                            | Kamiya Yū        | Kamiya Yū          | MF Bunko J             |
| 2016 |                             |                                                            |                  |                    |                        |
| 01   | Misaka Mikoto               | Cấm thư ma thuật Index                                     | Kazuma Kamachi   | Haimura Kiyotaka   | Dengeki Bunko          |
| 02   | Yukinoshita Yukino          | Chuyện tình thanh xuân bi hài của tôi quả nhiên là sai lầm | Watari Wataru    | Ponkan8            | Gagaga Bunko           |
| 03   | Isshiki Iroha               | Chuyện tình thanh xuân bi hài của tôi quả nhiên là sai lầm | Watari Wataru    | Ponkan8            | Gagaga Bunko           |
| 04   | Yuigahama Yui               | Chuyện tình thanh xuân bi hài của tôi quả nhiên là sai lầm | Watari Wataru    | Ponkan8            | Gagaga Bunko           |
| 05   | Yūki Asuna / Asuna          | Sword Art Online                                           | Kawahara Reki    | Abec               | Dengeki Bunko          |
| 06   | Kato Megumi                 | Saenai Heroine no Sodatekata                               | Maruto Fumiaki   | Misaki Kurehito    | Fujimi Fantasia Bunko  |
| 07   | Shiro                       | No Game No Life                                            | Kamiya Yū        | Kamiya Yū          | MF Bunko J             |
| 08   | Shiba Miyuki                | Mahouka Koukou no Rettousei                                | Satō Tsutomu     | Ishida Kana        | Dengeki Bunko          |
| 09   | Othinus                     | Cấm thư ma thuật Index                                     | Kazuma Kamachi   | Haimura Kiyotaka   | Dengeki Bunko          |
| 10   | Index Librorum Prohibitorum | Cấm thư ma thuật Index                                     | Kazuma Kamachi   | Haimura Kiyotaka   | Dengeki Bunko          |
| 2017 |                             |                                                            |                  |                    |                        |
| 01   | Misaka Mikoto               | Cấm thư ma thuật Index                                     | Kazuma Kamachi   | Haimura Kiyotaka   | Dengeki Bunko          |
| 02   | Rem                         | RE:ZERO - Bắt đầu lại ở thế giới khác                      | Nagatsuki Tappei | Otsuka Shinichirou | MF Bunko J             |
| 03   | Megumin                     | Kono Subarashii Sekai ni Shukufuku wo!                     | Akatsuki Natsume | Mishima Kurone     | Kadokawa Sneaker Bunko |
| 04   | Yūki Asuna / Asuna          | Sword Art Online                                           | Kawahara Reki    | Abec               | Dengeki Bunko          |
| 05   | Yukinoshita Yukino          | Chuyện tình thanh xuân bi hài của tôi quả nhiên là sai lầm | Watari Wataru    | Ponkan8            | Gagaga Bunko           |
| 06   | Kato Megumi                 | Saenai Heroine no Sodatekata                               | Maruto Fumiaki   | Misaki Kurehito    | Fujimi Fantasia Bunko  |
| 07   | White Queen                 | Mitou Shoukan:// Blood-Sign                                | Kazuma Kamachi   | Waki Ikawa         | Dengeki Bunko          |
| 08   | Emilia                      | RE:ZERO - Bắt đầu lại ở thế giới khác                      | Nagatsuki Tappei | Otsuka Shinichirou | MF Bunko J             |
| 09   | Index Librorum Prohibitorum | Cấm thư ma thuật Index                                     | Kazuma Kamachi   | Haimura Kiyotaka   | Dengeki Bunko          |
| 10   | Othinus                     | Cấm thư ma thuật Index                                     | Kazuma Kamachi   | Haimura Kiyotaka   | Dengeki Bunko          |
| 2018 |                             |                                                            |                  |                    |                        |
| 01   | Misaka Mikoto               | Cấm thư ma thuật Index                                     | Kazuma Kamachi   | Haimura Kiyotaka   | Dengeki Bunko          |
| 02   | Main                        | Honzuki no Gekokujou                                       | Kazuki Miya      | Shiina Yō          | TO Bunko               |
| 03   | Yūki Asuna / Asuna          | Sword Art Online                                           | Kawahara Reki    | Mishima Kurone     | Dengeki Bunko          |
| 04   | Sakurajima Mai              | Seishun Buta Yarou Series                                  | Kamoshida Hajime | Mizoguchi Keeji    | Dengeki Bunko          |
| 05   | Kato Megumi                 | Seirei Gensouki                                            | Kitayama Yuuri   | Riv                | HJ Bunko               |
| 06   | Yukinoshita Yukino          | Chuyện tình thanh xuân bi hài của tôi quả nhiên là sai lầm | Watari Wataru    | Ponkan8            | Gagaga Bunko           |
| 07   | Yuigahama Yui               | Chuyện tình thanh xuân bi hài của tôi quả nhiên là sai lầm | Watari Wataru    | Ponkan8            | Gagaga Bunko           |
| 08   | Rem                         | RE:ZERO - Bắt đầu lại ở thế giới khác                      | Nagatsuki Tappei | Otsuka Shinichirou | MF Bunko J             |
| 09   | Isshiki Iroha               | Chuyện tình thanh xuân bi hài của tôi quả nhiên là sai lầm | Watari Wataru    | Ponkan8            | Gagaga Bunko           |
| 10   | Othinus                     | Cấm thư ma thuật Index                                     | Kazuma Kamachi   | Haimura Kiyotaka   | Dengeki Bunko          |
| 2019 |                             |                                                            |                  |                    |                        |
| 01   | Misaka Mikoto               | Cấm thư ma thuật Index                                     | Kazuma Kamachi   | Haimura Kiyotaka   | Dengeki Bunko          |
| 02   | Vladilena Mirizé            | 86 - Eighty Six -                                          | Asato Asato      | Shirabi            | Dengeki Bunko          |
| 03   | Yūki Asuna / Asuna          | Sword Art Online                                           | Kawahara Reki    | Abec               | Dengeki Bunko          |
| 04   | Sora Ginko                  | Công việc của Long Vương!                                  | Shiratori Shirow | Shirabi            | GA Bunko               |
| 05   | Myne                        | Ascendance of a Bookworm                                   | Kazuki Miya      | Shiina Yō          | Nico Nico Seiga        |
| 06   | Nanami Minami               | Jaku-chara Tomaki-kun                                      | Yaku Yuuki       | Fly                | Gagaga Bunko           |
| 07   | Sakurajima Mai              | Seishun Buta Yarou Series                                  | Kamoshida Hajime | Mizoguchi Keeji    | Denngeki Bunko         |
| 08   | Karuizawa Kei               | Yōkoso Jitsuryoku Shijō Shugi no Kyōshitsu e               | Kinugasa Shōgo   | Tomose Shunsaku    | MF Bunko J             |
| 09   | Yashajin Ai                 | Công việc của Long Vương!                                  | Shiratori Shirow | Shirabi            | GA Bunko               |
| 10   | Elaina                      | Hành trình của Elaina                                      | Shiraishi Jougi  | Azure              | GA Novel               |

## Bảng xếp hạng Top 10 nhân vật Nam

### Top 1 (2005-2021)
| Năm  | Nhân vật                 | Tên Light Novel                                            | Tác Giả         | Minh Hoạ         | Nhà Xuất Bản          |
| ---- | ------------------------ | ---------------------------------------------------------- | --------------- | ---------------- | --------------------- |
| 2005 | I                        | Zaregoto                                                   | Nisio Isin      | Take             | Kodansha Novels       |
| 2006 | I                        | Zaregoto                                                   | Nisio Isin      | Take             | Kodansha Novels       |
| 2007 | Sayama Mikoto            | Owari no Chronicle (Ahead series)                          | Kawakami Minoru | Satoyasu         | Dengeki Bunko         |
| 2008 | Sagara Sousuke           | Full Metal Panic!                                          | Gato Shoji      | Shikidouji       | Fujimi Fantasia Bunko |
| 2009 | Kinoshita Hideyoshi      | Lũ ngốc, bài thi và linh thú triệu hồi                     | Inoue Kenji     | Haga Yui         | Famitsu Bunko         |
| 2010 | Kinoshita Hideyoshi      | Lũ ngốc, bài thi và linh thú triệu hồi                     | Inoue Kenji     | Haga Yui         | Famitsu Bunko         |
| 2011 | Kamijou Touma            | Cấm thư ma thuật Index                                     | Kazuma Kamachi  | Haimura Kiyotaka | Dengeki Bunko         |
| 2012 | Kirigaya Kazuto / Kirito | Sword Art Online                                           | Kawahara Reki   | Abec             | Dengeki Bunko         |
| 2013 | Kirigaya Kazuto / Kirito | Sword Art Online                                           | Kawahara Reki   | Abec             | Dengeki Bunko         |
| 2014 | Hikigaya Hachiman        | Chuyện tình thanh xuân bi hài của tôi quả nhiên là sai lầm | Watari Wataru   | Ponkan8          | Gagaga Bunko          |
| 2015 | Hikigaya Hachiman        | Chuyện tình thanh xuân bi hài của tôi quả nhiên là sai lầm | Watari Wataru   | Ponkan8          | Gagaga Bunko          |
| 2016 | Hikigaya Hachiman        | Chuyện tình thanh xuân bi hài của tôi quả nhiên là sai lầm | Watari Wataru   | Ponkan8          | Gagaga Bunko          |
| 2017 | Kamijou Touma            | Cấm thư ma thuật Index                                     | Kazuma Kamachi  | Haimura Kiyotaka | Dengeki Bunko         |
| 2018 | Kirigaya Kazuto / Kirito | Sword Art Online                                           | Kawahara Reki   | Abec             | Dengeki Bunko         |
| 2019 | Kamijou Touma            | Cấm thư ma thuật Index                                     | Kazuma Kamachi  | Haimura Kiyotaka | Dengeki Bunko         |
| 2020 | Ayanokouji Kiyotaka      | Yōkoso Jitsuryoku Shijō Shugi no Kyōshitsu e               | Kinugasa Shogo  | Tomose Shunsaku  | MF Bunko J            |
| 2021 | Ayanokouji Kiyotaka      | Yōkoso Jitsuryoku Shijō Shugi no Kyōshitsu e               | Kinugasa Shogo  | Tomose Shunsaku  | MF Bunko J            |

### Top 10 (2005–2009)
| Hạng | Nhân vật                | Tên Light Novel                        | Tác Giả          | Minh Hoạ         | Nhà Xuất Bản           |
| 2005 | 2005                    | 2005                                   | 2005             | 2005             | 2005                   |
| ---- | ----------------------- | -------------------------------------- | ---------------- | ---------------- | ---------------------- |
| 01   | I                       | Zaregoto series                        | Nisio Isin       | Take             | Kodansha Novels        |
| 02   | Sagara Sousuke          | Full Metal Panic!                      | Gato Shoji       | Shikidouji       | Fujimi Fantasia Bunko  |
| 03   | Sayama Mikoto           | Owari no Chronicle (Ahead series)      | Kawakami Minoru  | Satoyasu         | Dengeki Bunko          |
| 04   | Orphen                  | Majutsushi Orphen                      | Akita Yoshinobu  | Kusaka Yuuya     | Fujimi Fantasia Bunko  |
| 05   | Maisaka Ryi             | Beat no Discipline                     | Kadono Kouhei    | Ogata Kouji      | Dengeki Bunko          |
| 06   | Monobe Kei              | D Crackers                             | Azano Kōhei      | Murasaki Hisato  | Fujimi Fantasia Bunko  |
| 07   | Elion                   | Harmonizer-Elion                       | Yoshimura Yoru   | Kotobuki Tsukasa | Fujimi Fantasia Bunko  |
| 08   | Maido B. Garnash        | Detamaka                               | Takami Kazuyuki  | Chiyoko          | Kadokawa Sneaker Bunko |
| 09   | Ferio Aruseifu          | Soranokane no Hibiku Wakusei de        | Watase Soichiro  | Iwasaki Minako   | Dengeki Bunko          |
| 10   | Dr. Kishida             | Ariel                                  | Sasamoto Yūichi  | Suzuki Masahisa  | Sonorama Bunko         |
| 2006 |                         |                                        |                  |                  |                        |
| 01   | I                       | Zaregoto series                        | Nisio Isin       | Take             | Kodansha Novels        |
| 02   | Sayama Mikoto           | Owari no Chronicle (Ahead series)      | Kawakami Minoru  | Satoyasu         | Dengeki Bunko          |
| 03   | Gaius Levina Sorel      | Saredo Tsumibito wa Ryū to Odoru       | Asai Labo        | Miyagi           | Gagaga Bunko           |
| 04   | Sagara Sousuke          | Full Metal Panic!                      | Gato Shoji       | Shikidouji       | Fujimi Fantasia Bunko  |
| 05   | Heiwajima Shizuo        | Durarara!!                             | Narita Ryogo     | Yasuda Suzuhito  | Dengeki Bunko          |
| 06   | Zerozaki Hitoshiki      | Zaregoto series                        | Nisio Isin       | Take             | Kodansha Novels        |
| 07   | Shibuya Yuri            | Kyo Kara Maoh!                         | Takabayashi Tomo | Matsumoto Temari | Kadokawa Sneaker Bunko |
| 08   | Abel Nightroad          | Trinity Blood                          | Yoshida Sunao    | Thores Shibamoto | Kadokawa Sneaker Bunko |
| 09   | Conrad / Conrart Weller | Kyo Kara Maoh!                         | Takabayashi Tomo | Matsumoto Temari | Kadokawa Sneaker Bunko |
| 10   | Kusuriya Daisuke        | Mushi-Uta                              | Iwai Kyohei      | Ruroo            | Kadokawa Sneaker Bunko |
| 2007 |                         |                                        |                  |                  |                        |
| 01   | Sayama Mikoto           | Owari no Chronicle (Ahead series)      | Kawakami Minoru  | Satoyasu         | Dengeki Bunko          |
| 02   | I                       | Zaregoto series                        | Nisio Isin       | Take             | Kodansha Novels        |
| 03   | Zerozaki Hitoshiki      | Zaregoto series                        | Nisio Isin       | Take             | Kodansha Novels        |
| 04   | Heiwajima Shizuo        | Durarara!!                             | Narita Ryogo     | Yasuda Suzuhito  | Dengeki Bunko          |
| 05   | Sagara Sousuke          | Full Metal Panic!                      | Gato Shoji       | Shikidouji       | Fujimi Fantasia Bunko  |
| 06   | Kyon                    | Suzumiya Haruhi                        | Tanigawa Nagaru  | Ito Noizi        | Kadokawa Sneaker Bunko |
| 07   | Gaius Levina Sorel      | Saredo Tsumibito wa Ryū to Odoru       | Asai Labo        | Miyagi           | Gagaga Bunko           |
| 08   | Orihara Izaya           | Durarara!!                             | Narita Ryogo     | Yasuda Suzuhito  | Dengeki Bunko          |
| 09   | Kamijou Touma           | Cấm thư ma thuật Index                 | Kazuma Kamachi   | Haimura Kiyotaka | Dengeki Bunko          |
| 10   | Kusuriya Daisuke        | Mushi-Uta                              | Iwai Kyohei      | Ruroo            | Kadokawa Sneaker Bunko |
| 2008 |                         |                                        |                  |                  |                        |
| 01   | Sagara Sousuke          | Full Metal Panic!                      | Gato Shoji       | Shikidouji       | Fujimi Fantasia Bunko  |
| 02   | Kyon                    | Suzumiya Haruhi                        | Tanigawa Nagaru  | Ito Noizi        | Kadokawa Sneaker Bunko |
| 03   | Kamijou Touma           | Cấm thư ma thuật Index                 | Kazuma Kamachi   | Haimura Kiyotaka | Dengeki Bunko          |
| 04   | Kinoshita Hideyoshi     | Lũ ngốc, bài thi và linh thú triệu hồi | Inoue Kenji      | Haga Yui         | Famitsu Bunko          |
| 05   | Takasu Ryūji            | Toradora!                              | Takemiya Yuyuko  | Yasu             | Dengeki Bunko          |
| 06   | Kusuriya Daisuke        | Mushi-Uta                              | Iwai Kyohei      | Ruroo            | Kadokawa Sneaker Bunko |
| 07   | Inoue Konoha            | Cô gái văn chương                      | Nomura Mizuki    | Takeoka Miho     | Famitsu Bunko          |
| 08   | Hiraga Saito            | Zero no Tsukaima                       | Yamaguchi Noboru | Usatsuka Eiji    | MF Bunko J             |
| 09   | Kraft Lawrence          | Sói và Gia vị                          | Hasekura Isuna   | Ayakura Jū       | Dengeki Bunko          |
| 10   | Kurz Weber              | Full Metal Panic!                      | Gato Shoji       | Shikidouji       | Fujimi Fantasia Bunko  |
| 2009 |                         |                                        |                  |                  |                        |
| 01   | Kinoshita Hideyoshi     | Lũ ngốc, bài thi và linh thú triệu hồi | Inoue Kenji      | Haga Yui         | Famitsu Bunko          |
| 02   | Takasu Ryūji            | Toradora!                              | Takemiya Yuyuko  | Yasu             | Dengeki Bunko          |
| 03   | Kamijou Touma           | Cấm thư ma thuật Index                 | Kazuma Kamachi   | Haimura Kiyotaka | Dengeki Bunko          |
| 04   | Sagara Sousuke          | Full Metal Panic!                      | Gato Shoji       | Shikidouji       | Fujimi Fantasia Bunko  |
| 05   | Inoue Konoha            | Cô gái văn chương                      | Nomura Mizuki    | Takeoka Miho     | Famitsu Bunko          |
| 06   | Araragi Koyomi          | Monogatari series                      | Nisio Isin       | Vofan            | Kodansha Box           |
| 07   | Mii-kun                 | Usotsuki Mii-kun to Kowareta Maa-chan  | Iruma Hitoma     | Hidari           | Dengeki Bunko          |
| 08   | Yoshii Akihisa          | Lũ ngốc, bài thi và linh thú triệu hồi | Inoue Kenji      | Haga Yui         | Famitsu Bunko          |
| 09   | Kraft Lawrence          | Sói và Gia vị                          | Hasekura Isuna   | Ayakura Jū       | Dengeki Bunko          |
| 10   | Sugisaki Ken            | Seitokai no Ichizon                    | Aoi Sekina       | Inugami Kira     | Fujimi Fantasia Bunko  |

### Top 10 (2010–2014)
| Hạng | Nhân vật                 | Tên Light Novel                                            | Tác Giả          | Minh Hoạ         | Nhà Xuất Bản           |
| 2010 | 2010                     | 2010                                                       | 2010             | 2010             | 2010                   |
| ---- | ------------------------ | ---------------------------------------------------------- | ---------------- | ---------------- | ---------------------- |
| 01   | Kinoshita Hideyoshi      | Lũ ngốc, bài thi và linh thú triệu hồi                     | Inoue Kenji      | Haga Yui         | Famitsu Bunko          |
| 02   | Araragi Koyomi           | Monogatari                                                 | Nisio Isin       | Vofan            | Kodansha Box           |
| 03   | Kamijou Touma            | Cấm thư ma thuật Index                                     | Kazuma Kamachi   | Haimura Kiyotaka | Dengeki Bunko          |
| 04   | Mii-kun                  | Usotsuki Mii-kun to Kowareta Maa-chan                      | Iruma Hitoma     | Hidari           | Dengeki Bunko          |
| 05   | Sugisaki Ken             | Seitokai no Ichizon                                        | Aoi Sekina       | Inugami Kira     | Fujimi Fantasia Bunko  |
| 06   | Takasu Ryūji             | Toradora!                                                  | Takemiya Yuyuko  | Yasu             | Dengeki Bunko          |
| 07   | Inoue Konoha             | Cô gái văn chương                                          | Nomura Mizuki    | Takeoka Miho     | Famitsu Bunko          |
| 08   | Neight Yehlemihas        | Tasogareiro no Uta Tsukai series                           | Sazane Kei       | Takeoka Miho     | Fujimi Fantasia Bunko  |
| 09   | Kawamura Hideo           | Sentō Jōsai Masurawo                                       | Hayashi Tomoaki  | Ueda Yumehito    | Kadokawa Sneaker Bunko |
| 10   | Yoshii Akihisa           | Lũ ngốc, bài thi và linh thú triệu hồi                     | Inoue Kenji      | Haga Yui         | Famitsu Bunko          |
| 2011 |                          |                                                            |                  |                  |                        |
| 01   | Kamijou Touma            | Cấm thư ma thuật Index                                     | Kazuma Kamachi   | Haimura Kiyotaka | Dengeki Bunko          |
| 02   | Accelerator              | Cấm thư ma thuật Index                                     | Kazuma Kamachi   | Haimura Kiyotaka | Dengeki Bunko          |
| 03   | Kirigaya Kazuto / Kirito | Sword Art Online                                           | Kawahara Reki    | Abec             | Dengeki Bunko          |
| 04   | Kinoshita Hideyoshi      | Lũ ngốc, bài thi và linh thú triệu hồi                     | Inoue Kenji      | Haga Yui         | Famitsu Bunko          |
| 05   | Sato Yo                  | Ben-To                                                     | Asaura           | Kaito Shibano    | Super Dash Bunko       |
| 06   | Sagara Sousuke           | Full Metal Panic!                                          | Gato Shoji       | Shikidouji       | Fujimi Fantasia Bunko  |
| 07   | Araragi Koyomi           | Monogatari                                                 | Nisio Isin       | Vofan            | Kodansha Box           |
| 08   | Sugisaki Ken             | Seitokai no Ichizon                                        | Aoi Sekina       | Inugami Kira     | Fujimi Fantasia Bunko  |
| 09   | Mii-kun                  | Usotsuki Mii-kun to Kowareta Maa-chan                      | Iruma Hitoma     | Hidari           | Dengeki Bunko          |
| 10   | Heiwajima Shizuo         | Durarara!!                                                 | Narita Ryogo     | Yasuda Suzuhito  | Dengeki Bunko          |
| 2012 |                          |                                                            |                  |                  |                        |
| 01   | Kirigaya Kazuto / Kirito | Sword Art Online                                           | Kawahara Reki    | Abec             | Dengeki Bunko          |
| 02   | Kamijou Touma            | Cấm thư ma thuật Index                                     | Kazuma Kamachi   | Haimura Kiyotaka | Dengeki Bunko          |
| 03   | Araragi Koyomi           | Monogatari                                                 | Nisio Isin       | Vofan            | Kodansha Box           |
| 04   | Accelerator              | Cấm thư ma thuật Index                                     | Kazuma Kamachi   | Haimura Kiyotaka | Dengeki Bunko          |
| 05   | Sato Yo                  | Ben-To                                                     | Asaura           | Kaito Shibano    | Super Dash Bunko       |
| 06   | Kinoshita Hideyoshi      | Lũ ngốc, bài thi và linh thú triệu hồi                     | Inoue Kenji      | Haga Yui         | Famitsu Bunko          |
| 07   | Kousaka Kyousuke         | Ore no Imōto ga Konna ni Kawaii Wake ga Nai                | Fushimi Tsukasa  | Kanzaki Hiro     | Dengeki Bunko          |
| 08   | Kyon                     | Suzumiya Haruhi                                            | Tanigawa Nagaru  | Ito Noizi        | Kadokawa Sneaker Bunko |
| 09   | Yoshii Akihisa           | Lũ ngốc, bài thi và linh thú triệu hồi                     | Inoue Kenji      | Haga Yui         | Famitsu Bunko          |
| 10   | Sugisaki Ken             | Seitokai no Ichizon                                        | Aoi Sekina       | Inugami Kira     | Fujimi Fantasia Bunko  |
| 2013 |                          |                                                            |                  |                  |                        |
| 01   | Kirigaya Kazuto / Kirito | Sword Art Online                                           | Kawahara Reki    | Abec             | Dengeki Bunko          |
| 02   | Kamijou Touma            | Cấm thư ma thuật Index                                     | Kazuma Kamachi   | Haimura Kiyotaka | Dengeki Bunko          |
| 03   | Accelerator              | Cấm thư ma thuật Index                                     | Kazuma Kamachi   | Haimura Kiyotaka | Dengeki Bunko          |
| 04   | Hikigaya Hachiman        | Chuyện tình thanh xuân bi hài của tôi quả nhiên là sai lầm | Watari Wataru    | Ponkan8          | Gagaga Bunko           |
| 05   | Kousaka Kyousuke         | Ore no Imōto ga Konna ni Kawaii Wake ga Nai                | Fushimi Tsukasa  | Kanzaki Hiro     | Dengeki Bunko          |
| 06   | Araragi Koyomi           | Monogatari series                                          | Nisio Isin       | Vofan            | Kodansha Box           |
| 07   | Shiba Tatsuya            | Mahouka Koukou no Rettousei                                | Satō Tsutomu     | Ishida Kana      | Dengeki Bunko          |
| 08   | Sato Yo                  | Ben-To                                                     | Asaura           | Kaito Shibano    | Super Dash Bunko       |
| 09   | Sugisaki Ken             | Seitokai no Ichizon                                        | Aoi Sekina       | Inugami Kira     | Fujimi Fantasia Bunko  |
| 10   | Aoi Tōri                 | Kyoukai Senjou no Horizon                                  | Kawakami Minoru  | Satoyasu         | Dengeki Bunko          |
| 2014 |                          |                                                            |                  |                  |                        |
| 01   | Hikigaya Hachiman        | Chuyện tình thanh xuân bi hài của tôi quả nhiên là sai lầm | Watari Wataru    | Ponkan8          | Gagaga Bunko           |
| 02   | Kamijou Touma            | Cấm thư ma thuật Index                                     | Kazuma Kamachi   | Haimura Kiyotaka | Dengeki Bunko          |
| 03   | Kirigaya Kazuto / Kirito | Sword Art Online                                           | Kawahara Reki    | Abec             | Dengeki Bunko          |
| 04   | Accelerator              | Cấm thư ma thuật Index                                     | Kazuma Kamachi   | Haimura Kiyotaka | Dengeki Bunko          |
| 05   | Maō Sadao                | Hataraku Maou-sama                                         | Wagahara Satoshi | Oniku            | Dengeki Bunko          |
| 06   | Kousaka Kyousuke         | Ore no Imōto ga Konna ni Kawaii Wake ga Nai                | Fushimi Tsukasa  | Kanzaki Hiro     | Dengeki Bunko          |
| 07   | Sakamaki Izayoi          | Mondaiji-tachi ga Isekai Kara Kuru Sō Desu yo?             | Tatsunoko Tarō   | Amano Yū         | Kadokawa Sneaker Bunko |
| 08   | Shiba Tatsuya            | Mahouka Koukou no Rettousei                                | Satō Tsutomu     | Ishida Kana      | Dengeki Bunko          |
| 09   | Sugisaki Ken             | Seitokai no Ichizon                                        | Aoi Sekina       | Inugami Kira     | Fujimi Fantasia Bunko  |
| 10   | Akagi Koremitsu          | Hikaru ga Chikyū ni Itakoro                                | Nomura Mizuki    | Takeoka Miho     | Famitsu Bunko          |

### Top 10 (2015–2018)
| Hạng | Nhân vật                      | Tên Light Novel                                            | Tác Giả                          | Minh Hoạ           | Nhà Xuất Bản           |
| 2015 | 2015                          | 2015                                                       | 2015                             | 2015               | 2015                   |
| ---- | ----------------------------- | ---------------------------------------------------------- | -------------------------------- | ------------------ | ---------------------- |
| 01   | Hikigaya Hachiman             | Chuyện tình thanh xuân bi hài của tôi quả nhiên là sai lầm | Watari Wataru                    | Ponkan8            | Gagaga Bunko           |
| 02   | Kamijou Touma                 | Cấm thư ma thuật Index                                     | Kazuma Kamachi                   | Haimura Kiyotaka   | Dengeki Bunko          |
| 03   | Kirigaya Kazuto / Kirito      | Sword Art Online                                           | Kawahara Reki                    | Abec               | Dengeki Bunko          |
| 04   | Accelerator                   | Cấm thư ma thuật Index                                     | Kazuma Kamachi                   | Haimura Kiyotaka   | Dengeki Bunko          |
| 05   | Shiba Tatsuya                 | Mahouka Koukou no Rettousei                                | Satō Tsutomu                     | Ishida Kana        | Dengeki Bunko          |
| 06   | Sora                          | No Game No Life                                            | Kamiya Yū                        | Kamiya Yū          | MF Bunko J             |
| 07   | Satomi Rentarō                | Black Bullet                                               | Kanzaki Shiden                   | Ukai Saki          | Dengeki Bunko          |
| 08   | Bell Cranel                   | Dungeon ni Deai o Motomeru no wa Machigatteiru Darō ka?    | Ōmori Fujino                     | Yasuda Suzuhito    | GA Bunko               |
| 09   | Totsuka Saika                 | Chuyện tình thanh xuân bi hài của tôi quả nhiên là sai lầm | Watari Wataru                    | Ponkan8            | Gagaga Bunko           |
| 10   | Ikta Solork                   | Nejimaki Seirei Senki: Tenkyou no Alderamin                | Uno Bokuto                       | Sanbasō            | Dengeki Bunko          |
| 2016 |                               |                                                            |                                  |                    |                        |
| 01   | Hikigaya Hachiman             | Chuyện tình thanh xuân bi hài của tôi quả nhiên là sai lầm | Watari Wataru                    | Ponkan8            | Gagaga Bunko           |
| 02   | Kirigaya Kazuto / Kirito      | Sword Art Online                                           | Kawahara Reki                    | Abec               | Dengeki Bunko          |
| 03   | Kamijou Touma                 | Cấm thư ma thuật Index                                     | Kazuma Kamachi                   | Haimura Kiyotaka   | Dengeki Bunko          |
| 04   | Accelerator                   | Cấm thư ma thuật Index                                     | Kazuma Kamachi                   | Haimura Kiyotaka   | Dengeki Bunko          |
| 05   | Shiba Tatsuya                 | Mahouka Koukou no Rettousei                                | Satō Tsutomu                     | Ishida Kana        | Dengeki Bunko          |
| 06   | Sora                          | No Game No Life                                            | Kamiya Yū                        | Kamiya Yū          | MF Bunko J             |
| 07   | Bell Cranel                   | Dungeon ni Deai o Motomeru no wa Machigatteiru Darō ka?    | Ōmori Fujino                     | Yasuda Suzuhito    | GA Bunko               |
| 08   | Totsuka Saika                 | Chuyện tình thanh xuân bi hài của tôi quả nhiên là sai lầm | Watari Wataru                    | Ponkan8            | Gagaga Bunko           |
| 09   | Sakuta Azusagawa              | Seishun Buta Yarō series                                   | Kamoshida Hajime                 | Keiji Mizoguchi    | Dengeki Bunko          |
| 10   | Maō Sadao                     | Hataraku Maou-sama                                         | Wagahara Satoshi                 | Oniku              | Dengeki Bunko          |
| 2017 |                               |                                                            |                                  |                    |                        |
| 01   | Kamijou Touma                 | Cấm thư ma thuật Index                                     | Kazuma Kamachi                   | Haimura Kiyotaka   | Dengeki Bunko          |
| 02   | Kirigaya Kazuto / Kirito      | Sword Art Online                                           | Kawahara Reki                    | Abec               | Dengeki Bunko          |
| 03   | Accelerator                   | Cấm thư ma thuật Index                                     | Kazuma Kamachi                   | Haimura Kiyotaka   | Dengeki Bunko          |
| 04   | Natsuki Subaru                | RE:ZERO - Bắt đầu lại ở thế giới khác                      | Nagatsuki Tappei                 | Otsuka Shinichirou | MF Bunko J             |
| 05   | Hikigaya Hachiman             | Chuyện tình thanh xuân bi hài của tôi quả nhiên là sai lầm | Watari Wataru                    | Ponkan8            | Gagaga Bunko           |
| 06   | Ninja Slayer / Fujikido Kenji | Ninja Slayer series                                        | Bradley Bond Philip Ninj@ Morzez | Warainaku          | Enterbrain             |
| 07   | Shiba Tatsuya                 | Mahouka Koukou no Rettousei                                | Satō Tsutomu                     | Ishida Kana        | Dengeki Bunko          |
| 08   | Satou Kazuma                  | Kono Subarashii Sekai ni Shukufuku wo!                     | Akatsuki Natsume                 | Mishima Kurone     | Kadokawa Sneaker Bunko |
| 09   | Sora                          | No Game No Life                                            | Kamiya Yū                        | Kamiya Yū          | MF Bunko J             |
| 10   | Shiroyama Kyousuke            | Mitou Shoukan:// Blood-Sign                                | Kazuma Kamachi                   | Waki Ikawa         | Dengeki Bunko          |
| 2018 |                               |                                                            |                                  |                    |                        |
| 01   | Kirigaya Kazuto / Kirito      | Sword Art Online                                           | Kawahara Reki                    | Abec               | Dengeki Bunko          |
| 02   | Hikigaya Hachiman             | Chuyện tình thanh xuân bi hài của tôi quả nhiên là sai lầm | Watari Wataru                    | Ponkan8            | Gagaga Bunko           |
| 03   | Kamijou Touma                 | Cấm thư ma thuật Index                                     | Kazuma Kamachi                   | Haimura Kiyotaka   | Dengeki Bunko          |
| 04   | Shiba Tatsuya                 | Mahouka Koukou no Rettousei                                | Satō Tsutomu                     | Ishida Kana        | Dengeki Bunko          |
| 05   | Accelerator                   | Cấm thư ma thuật Index                                     | Kazuma Kamachi                   | Haimura Kiyotaka   | Dengeki Bunko          |
| 06   | Sora                          | No Game No Life                                            | Kamiya Yū                        | Kamiya Yū          | MF Bunko J             |
| 07   | Natsuki Subaru                | RE:ZERO - Bắt đầu lại ở thế giới khác                      | Nagatsuki Tappei                 | Otsuka Shinichirou | MF Bunko J             |
| 08   | Fernando                      | Honzuki no Gekokujou                                       | Kazuki Miya                      | Shiina Yō          | TO Bunko               |
| 09   | Satou Kazuma                  | Kono Subarashii Sekai ni Shukufuku wo!                     | Akatsuki Natsume                 | Mishima Kurone     | Kadokawa Sneaker Bunko |
| 10   | Ayanokouji Kiyotaka           | Yōkoso Jitsuryoku Shijō Shugi no Kyōshitsu e               | Kinugasa Shogo                   | Tomose Shunsaku    | Media Factory          |

## Bảng xếp hạng Top 10 Họa sĩ Minh Hoạ

### 2010–2014
| Xếp hạng | Họa sĩ            | Tác phẩm nổi tiếng                                         |
| 2010     | 2010              | 2010                                                       |
| -------- | ----------------- | ---------------------------------------------------------- |
| 01       | Takeoka Miho      | Cô gái văn chương, Tasogareiro no Utatsukai                |
| 02       | Ito Noizi         | Shakugan no Shana, Suzumiya Haruhi                         |
| 03       | Hidari            | Usotsuki Mii-kun to Kowareta Maa-chan                      |
| 04       | Haga Yui          | Lũ ngốc, bài thi và linh thú triệu hồi                     |
| 05       | Kishida Meru      | Kami-sama no Memo-chō                                      |
| 06       | Buriki            | Boku wa Tomodachi ga Sukunai, Denpa Onna to Seishun Otoko  |
| 07       | Kuroboshi Kouhaku | Kino du ký, Lillia and Treize, Meg and Seron               |
| 08       | Inugami Kira      | Seitokai no Ichizon                                        |
| 09       | Ueda Ryō          | Sayonara Piano Sonata                                      |
| 10       | Yasu              | Toradora!                                                  |
| 2011     |                   |                                                            |
| 01       | Haimura Kiyotaka  | Cấm thư ma thuật Index                                     |
| 02       | Buriki            | Boku wa Tomodachi ga Sukunai, Denpa Onna to Seishun Otoko  |
| 03       | Takeoka Miho      | Cô gái văn chương, Tasogareiro no Utatsukai                |
| 04       | Kishida Meru      | Kami-sama no Memo-chō                                      |
| 05       | Hidari            | Usotsuki Mii-kun to Kowareta Maa-chan                      |
| 06       | Abec              | Sword Art Online                                           |
| 07       | Ito Noizi         | Shakugan no Shana, Suzumiya Haruhi                         |
| 08       | Haga Yui          | Lũ ngốc, bài thi và linh thú triệu hồi                     |
| 09       | Inugami Kira      | Seitokai no Ichizon                                        |
| 10       | Yasuda Suzuhito   | Durarara!!                                                 |
| 2012     |                   |                                                            |
| 01       | Buriki            | Boku wa Tomodachi ga Sukunai, Denpa Onna to Seishun Otoko  |
| 02       | Haimura Kiyotaka  | Cấm thư ma thuật Index                                     |
| 03       | Abec              | Sword Art Online                                           |
| 04       | Kishida Meru      | Kami-sama no Memo-chō                                      |
| 05       | Kantoku           | Hentai Ōji to Warawanai Neko.                              |
| 06       | Takeoka Miho      | Cô gái văn chương, Tasogareiro no Utatsukai                |
| 07       | Ito Noizi         | Shakugan no Shana, Suzumiya Haruhi                         |
| 08       | Shiromizakana     | Kokoro Connect, Tobira no Soto                             |
| 09       | Kanzaki Hiro      | Ore no Imōto ga Konna ni Kawaii Wake ga Nai                |
| 10       | Hidari            | Usotsuki Mii-kun to Kowareta Maa-chan                      |
| 2013     |                   |                                                            |
| 01       | Abec              | Sword Art Online                                           |
| 02       | Buriki            | Boku wa Tomodachi ga Sukunai, Denpa Onna to Seishun Otoko  |
| 03       | Haimura Kiyotaka  | Cấm thư ma thuật Index                                     |
| 04       | Shiromizakana     | Kokoro Connect, Tobira no Soto                             |
| 05       | Kantoku           | Hentai Ōji to Warawanai Neko.                              |
| 06       | Ponkan8           | Chuyện tình thanh xuân bi hài của tôi quả nhiên là sai lầm |
| 07       | Takeoka Miho      | Cô gái văn chương, Tasogareiro no Utatsukai                |
| 08       | Kishida Meru      | Kami-sama no Memo-chō                                      |
| 09       | Kanzaki Hiro      | Ore no Imōto ga Konna ni Kawaii Wake ga Nai                |
| 09       | Kobuichi          | Aria the Scarlet Ammo                                      |
| 2014     |                   |                                                            |
| 01       | Haimura Kiyotaka  | Cấm thư ma thuật Index                                     |
| 02       | Ponkan8           | Chuyện tình thanh xuân bi hài của tôi quả nhiên là sai lầm |
| 03       | Abec              | Sword Art Online                                           |
| 04       | Buriki            | Boku wa Tomodachi ga Sukunai, Denpa Onna to Seishun Otoko  |
| 05       | Kantoku           | Hentai Ōji to Warawanai Neko.                              |
| 06       | Tsunako           | Date A Live                                                |
| 07       | Takeoka Miho      | Cô gái văn chương, Tasogareiro no Utatsukai                |
| 08       | Kanzaki Hiro      | Ore no Imōto ga Konna ni Kawaii Wake ga Nai                |
| 09       | Ukai Saki         | Black Bullet                                               |
| 10       | Yasuda Suzuhito   | Durarara!!                                                 |

### 2015–2018
| Hạng | Minh Hoạ           | Tác phẩm nổi tiếng                                                       |
| 2015 | 2015               | 2015                                                                     |
| ---- | ------------------ | ------------------------------------------------------------------------ |
| 01   | Ponkan8            | Chuyện tình thanh xuân bi hài của tôi quả nhiên là sai lầm               |
| 02   | Haimura Kiyotaka   | Cấm thư ma thuật Index                                                   |
| 03   | Abec               | Sword Art Online                                                         |
| 04   | Buriki             | Boku wa Tomodachi ga Sukunai, Denpa Onna to Seishun Otoko                |
| 05   | Ukai Saki          | Black Bullet                                                             |
| 06   | Kantoku            | Hentai Ōji to Warawanai Neko.                                            |
| 07   | Takeoka Miho       | Cô gái văn chương, Tasogareiro no Utatsukai, Hikaru ga Chikyū ni Itakoro |
| 08   | Kamiya Yū          | No Game No Life                                                          |
| 09   | Yasuda Suzuhito    | Durarara!!, Dungeon ni Deai o Motomeru no wa Machigatteiru Darō ka?      |
| 10   | Tsunako            | Date A Live                                                              |
| 2016 |                    |                                                                          |
| 01   | Ponkan8            | Chuyện tình thanh xuân bi hài của tôi quả nhiên là sai lầm               |
| 02   | Haimura Kiyotaka   | Cấm thư ma thuật Index                                                   |
| 03   | Abec               | Sword Art Online                                                         |
| 04   | Kantoku            | Hentai Ōji to Warawanai Neko.                                            |
| 05   | Misaki Kurehito    | Saenai Heroine no Sodatekata                                             |
| 06   | Yasuda Suzuhito    | Durarara!!, Dungeon ni Deai o Motomeru no wa Machigatteiru Darō ka?      |
| 07   | Kamiya Yū          | No Game No Life                                                          |
| 08   | Mishima Kurone     | Rokudenashi no Majutsu Koushi to Akashic Records                         |
| 09   | Tsunako            | Date A Live                                                              |
| 10   | Ukai Saki          | Black Bullet                                                             |
| 2017 |                    |                                                                          |
| 01   | Haimura Kiyotaka   | Cấm thư ma thuật Index                                                   |
| 02   | Abec               | Sword Art Online                                                         |
| 03   | Kantoku            | Hentai Ōji to Warawanai Neko.                                            |
| 04   | Mishima Kurone     | Rokudenashi no Majutsu Koushi to Akashic Records                         |
| 05   | Warainaku          | Ninja Slayer                                                             |
| 06   | Ponkan8            | Chuyện tình thanh xuân bi hài của tôi quả nhiên là sai lầm               |
| 07   | Misaki Kurehito    | Saenai Heroine no Sodatekata                                             |
| 08   | Shirabi            | Công việc của Long Vương!                                                |
| 09   | Otsuka Shinichirou | RE:ZERO - Bắt đầu lại ở thế giới khác                                    |
| 10   | Ukai Saki          | Black Bullet                                                             |
| 2018 |                    |                                                                          |
| 01   | Haimura Kiyotaka   | Cấm thư ma thuật Index                                                   |
| 02   | abec               | Sword Art Online                                                         |
| 03   | Mishima Kurone     | Kono Subarashii Sekai ni Shukufuku wo!                                   |
| 04   | Ponkan8            | Chuyện tình thanh xuân bi hài của tôi quả nhiên là sai lầm               |
| 05   | Mizoguchi Keeji    | Sakurasou no Pet na Kanojo                                               |
| 06   | Kantoku            | Imouto sae Ireba Ii                                                      |
| 07   | Misaki Kurehito    | Saenai Heroine no Sodatekata                                             |
| 08   | Shirabi            | Công việc của Long Vương!                                                |
| 09   | Ukai Saki          | Black Bullet                                                             |
| 10   | Kanzaki Hiro       | Ore Wa Imouto Ga Konna Ni Kawaii Ga Nai, Ero Manga Sensei                |